# All Things Must Pass
Az All Things Must Pass George Harrison harmadik szólóalbuma, amely 1970. november 27-én jelent meg. Ez volt Harrison első albuma, amit a Beatles feloszlása után készített el. Az album még egy szempontból is első: ez volt a rocktörténelem első tripla nagylemez-albuma egyazon előadótól. Két nagyobb részből állt: egy „hagyományos” dupla albumból és az Apple Jam című örömzenélés felvételéből. A tripla albumot 1970-es megjelenése idején igazi mesterműnek tartották, manapság pedig az egyik legjobb olyan szólóalbumnak tartják, amit egy volt Beatles-tag készített.
A dalok mennyisége sok kritikust meglepett, mert a Beatles idején John Lennon és Paul McCartney sokkal több dallal szerepelt az albumokon, bár 1968-tól Harrison dalainak színvonala egyenértékű volt a Lennon-McCartney szerzőpároséval (While My Guitar Gently Weeps, Something és Here Comes the Sun). Mivel a Beatles albumain Harrison csak egy vagy két dallal szerepelt (állítólag Lennon és McCartney nem engedte, hogy több dala kerüljön az albumokra), a zenekar feloszlása után rengeteg kiadatlan vagy fel sem vett dal gyűlt össze, így nem volt nehéz a tripla album rögzítése.
Az album felvételei 1970. május 26-ától augusztusig az Abbey Road Studiosban, augusztustól szeptemberig pedig a Trident Studiosban zajlottak. Az album társproducere Phil Spector volt; Spector sajátos felvételi technikájának (Wall of Sound) eredménye az albumon hallható erős visszhang. A felvételen részt vevő zenészek a rock legjobbjai közül kerültek ki: Eric Clapton (több, mint harminc évig nem tüntették fel a nevét, különböző szerződések miatt), Ringo Starr, Billy Preston, a Badfinger tagjai, Peter Frampton és a tizenkilenc éves Phil Collins, aki 1970. augusztus 4-én csatlakozott a Genesishez. Harrison barátja, Bob Dylan írta az I'd Have You Anytime szövegét, Harrison pedig Dylan If Not for You című dalát vette fel (Dylan 1970-es, New Morning című albumán szerepelt).
Szerepel az 1001 lemez, amit hallanod kell, mielőtt meghalsz című könyvben.

## Az album dalai
Minden dalt George Harrison írt, kivéve, ahol jelölve van.

### Az 1970-es kiadás

#### Dupla stúdióalbum
| 1. | I'd Have You Anytime        | George Harrison, Bob Dylan | 2:56 |
| 2. | My Sweet Lord               | Harrison                   | 4:38 |
| 3. | Wah-Wah                     | Harrison                   | 5:35 |
| 4. | Isn't It a Pity (1. verzió) | Harrison                   | 7:08 |

| 1. | What Is Life            | Harrison | 4:22 |
| 2. | If Not for You          | Dylan    | 3:29 |
| 3. | Behind That Locked Door | Harrison | 3:05 |
| 4. | Let It Down             | Harrison | 4:57 |
| 5. | Run of the Mill         | Harrison | 2:49 |

| 1. | Beware of Darkness                        | Harrison | 3:48 |
| 2. | Apple Scruffs                             | Harrison | 3:04 |
| 3. | Ballad of Sir Frankie Crisp (Let It Roll) | Harrison | 3:46 |
| 4. | Awaiting on You All                       | Harrison | 2:45 |
| 5. | All Things Must Pass                      | Harrison | 3:44 |

| 1. | I Dig Love                  | Harrison | 4:55 |
| 2. | Art of Dying                | Harrison | 3:37 |
| 3. | Isn't It a Pity (2. verzió) | Harrison | 4:45 |
| 4. | Hear Me Lord                | Harrison | 5:46 |

#### Apple Jam
| 1. | Out of the Blue        | Jim Gordon, Carl Radle, Bobby Whitlock, Eric Clapton, Gary Wright, Harrison, Jim Price, Bobby Keys, Al Aronowitz | 11:14 |
| 2. | It's Johnny's Birthday | Harrison, Mal Evans, Eddie Klein                                                                                 | 0:49  |
| 3. | Plug Me In             | Gordon, Radle, Whitlock, Clapton, Dave Mason, Harrison                                                           | 3:18  |

| 1. | I Remember Jeep          | Ginger Baker, Klaus Voormann, Billy Preston, Clapton, Harrison | 8:07 |
| 2. | Thanks for the Pepperoni | Gordon, Radle, Whitlock, Clapton, Mason, Harrison              | 5:31 |

### A 2001-es kiadás
CD 1
1. „I'd Have You Anytime” (George Harrison – Bob Dylan) – 3:00
2. „My Sweet Lord” – 4:43
3. „Wah-Wah” – 5:39
4. „Isn't it a Pity” (Version 1) – 7:13
5. „What is Life” – 4:27
6. „If Not for You” (Bob Dylan) – 3:33
7. „Behind that Locked Door” – 3:10
8. „Let it Down” – 5:01
9. „Run of the Mill” – 2:52
10. „I Live for You” – 3:37
  - Egy korábban kiadatlan dal az 1970-es felvételekről.
11. „Beware of Darkness” – 3:22
  - A dal akusztikus demója 1970. május 27-éről.
12. „Let it Down” – 3:55
  - A dal akusztikus demója a fenti napról. A szintetizátoros rájátszás 2000-ben készült.
13. „What is Life” – 4:27
  - A dal zenéjének korai változata 1970. augusztus 9-éről, trombitával és oboával.
14. „My Sweet Lord (2000)” – 4:57
  - Az eredeti 1970-es felvétel 2000-ben készült rájátszásokkal. A dalban Sam Brown vokálozik.

CD 2
1. „Beware of Darkness” – 3:52
2. „Apple Scruffs” – 3:09
3. „Ballad of Sir Frankie Crisp (Let It Roll)” – 3:52
4. „Awaiting on You All” – 2:50
5. „All Things Must Pass” – 3:47
6. „I Dig Love” – 5:00
7. „Art of Dying” – 3:43
8. „Isn't it a Pity” (Version 2) – 4:51
9. „Hear Me Lord” – 6:00
10. „It's Johnny's Birthday” (George Harrison – Mal Evans – Eddie Klein) – 0:49
11. „Plug Me In” (Jim Gordon – Carl Radle – Bobby Whitlock – Eric Clapton – Dave Mason – George Harrison) – 3:19
12. „I Remember Jeep” (Ginger Baker – Klaus Voormann – Billy Preston – Eric Clapton – George Harrison) – 8:09
13. „Thanks for the Pepperoni” (Jim Gordon – Carl Radle – Bobby Whitlock – Eric Clapton – Dave Mason – George Harrison) – 5:32
14. „Out of the Blue” (Jim Gordon – Carl Radle – Bobby Whitlock – Eric Clapton – Gary Wright – George Harrison – Jim Price – Bobby Keys – Al Aronowitz) – 11:16

## Közreműködők
Gitár
- George Harrison
- Eric Clapton
- Dave Mason
- Peter Frampton
- Badfinger

Pedálos steel-gitár
- Pete Drake

Basszusgitár
- Klaus Voormann
- Carl Radle

Dob és ütőhangszerek
- Ringo Starr
- Jim Gordon
- Alan White
- Ginger Baker
- Phil Collins
- Badfinger
- Ray Cooper
- Mal Evans

Billentyűs hangszerek
- Billy Preston
- Bobby Whitlock
- Gary Wright
- Gary Brooker
- Leon Russel

Fúvósok
- Bobby Keys – tenorszaxofon
- Jim Price – trombita

Vokál
- The George O'Hara-Smith Singers (Eric Clapton és Bobby Whitlock)

## Lásd még
- George Harrison-diszkográfia